# Alberto Valdivieso Araos
Alberto Valdivieso Araos (Santiago, 29 de junio de 1849 - Valdivia, 1918), fue un agricultor y político conservador chileno.

## Primeros años de vida
Hijo de Francisco Antonio Valdivieso Gormaz y Mercedes Araos Baeza. Fue educado en el Colegio de los Sagrados Corazones de Santiago, dedicándose luego a las labores agrícolas familiares, logrando hacerse dueño del fundo El Milagro, en la zona de San Carlos. Contrajo matrimonio con María Luisa Herrera Vega, con la cual tuvo cinco hijos. 
Fue miembro del Partido Liberal Democrático asistiendo a las convenciones de 1891 y 1896, y fue elegido Diputado por San Carlos y Chillán (1891-1891), formando parte de la comisión permanente de Hacienda e Industria. 